# Rue des Cloches
La rue des Cloches est une voie de la commune française de Colmar.

## Situation et accès
Cette voie de circulation, d'une longueur de 260 m (plus deux décrochages de 15 et 30 m), se trouve dans le quartier centre.
On y accède par la rue du Nord, le cours Sainte-Anne et la place de la Mairie.
Cette voie n'est pas desservie par les bus de la TRACE.